# Una trappola per Jeffrey
Una trappola per Jeffrey (Parent Trap III) è un film tv del 1989, diretto dal regista Mollie Miller, seguito del film Trappola per genitori.
3 sorelle gemelle vogliono che il padre non sposi la fidanzata ma una delle gemelle di un cowboy col velo da sposa perché lei le distingue e comprende. Sarà indispensabile l'aiuto dell'altra sorella.